# Eupithecia rigida
Eupithecia rigida är en fjärilsart som beskrevs av Swinhoe 1892. Eupithecia rigida ingår i släktet Eupithecia och familjen mätare. Inga underarter finns listade i Catalogue of Life.